# Радиус на Бор
Радиусът на Бор е физична константа, която е равна точно на най-вероятното разстояние между атомното ядро и електрона във водородния атом в основно състояние. Наречен е в чест на Нилс Бор, тъй като играе роля в неговия едноимен модел на атома. Стойността му към 2019 г. е 5,29177210903(80)×10−11 m.

## Определение
В SI, радиусът на Бор е:
{\displaystyle a_{0}={\frac {4\pi \varepsilon _{0}\hbar ^{2}}{m_{\text{e}}e^{2}}}={\frac {\hbar }{m_{\text{e}}c\alpha }}}
където:
{\displaystyle a_{0}} е радиусът на Бор;
{\displaystyle \varepsilon _{0}\ } е диелектричната проницаемост във вакуум;
{\displaystyle \hbar \ } е редуцираната константа на Планк;
{\displaystyle m_{\text{e}}\ } е масата на електрона в покой;
{\displaystyle e\ } е елементарният заряд;
{\displaystyle c\ } е скоростта на светлината във вакуум;
{\displaystyle \alpha \ } е константата на тънката структура.
По данни на CODATA от 2014 г., радиусът на Бор има стойност 5,2917721067(12)×10−11 m (приблизително 53 pm или 0,53 Å).
Радиус на Бор е свързан с Комптъновата дължина на вълната на електрона, {\displaystyle \lambda _{\mathrm {e} }}, и класическия електронен радиус, {\displaystyle r_{\mathrm {e} }}. Всяка от тези три дължини може да се изрази по отношение на другите чрез константата на тънката структура, {\displaystyle \alpha }:
{\displaystyle r_{\mathrm {e} }=\alpha {\frac {\lambda _{\mathrm {e} }}{2\pi }}=\alpha ^{2}a_{0}.}